# 横浜 - 羽田空港線
横浜 - 羽田空港線（よこはま - はねだくうこうせん）は、神奈川県横浜市西区の横浜駅と羽田空港とを結ぶ、京浜急行バス単独運行の空港バス路線である。2003年から2018年までは、分離子会社の羽田京急バスが実際の運行を担当した。横浜駅東口の横浜シティ・エア・ターミナル（YCAT）発着便の他、横浜駅西口の横浜ベイシェラトンホテル&タワーズ発着便があり、本項では双方について記す。なお、実際には路線愛称を使用した案内は行われていないが、本項では便宜上YCAT線・西口線と呼ぶ。

## 歴史
運行開始は1968年。系統番号は空91系統。系統番号について以前は行き先に掲載されていたが、現在は掲載されていない。
当初は東神奈川出入口から羽田出入口まで首都高速道路横羽線を経由していたが、1994年（平成6年）12月の湾岸線大黒JCT - 空港中央出入口間開通後は湾岸線経由に変更され、定時性が向上した。1996年（平成8年）9月にはYCATが建て替え成った横浜スカイビルに移転、横浜駅発着の鉄道各線との乗り継ぎが容易になった。1998年（平成10年）11月の京急電車羽田空港駅（当時）乗り入れ、2002年10月の空港線と横浜方面の本格的な直通運転開始後も運行が継続され、現在では一日130往復を越える、日本でも有数の空港バス路線となっている。
2004年の第2旅客ターミナル供用開始後は第1・第2の両ターミナルに停車、現在は第2ターミナル始終着、第1ターミナル経由の運行形態となっている。2008年9月12日からの週末には、空港連絡バスとしては日本初の深夜・早朝便を運行している。横浜駅前の国道1号に信号が設置され、YCATの目の前の横浜駅東口入口から首都高速を利用できるようになったため、2009年2月13日にYCAT発の便に若干の所要時間短縮を伴うダイヤ改正が行われた。2010年10月21日からは一部の便が国際線ターミナルへの乗り入れを開始している。2012年7月には、朝の羽田行き・夕方のYCAT行き各2便を新整備場地区へ延伸するとともに6ヶ月定期券を新設、1ヶ月・3ヶ月定期券を値下げした。

## 運行本数

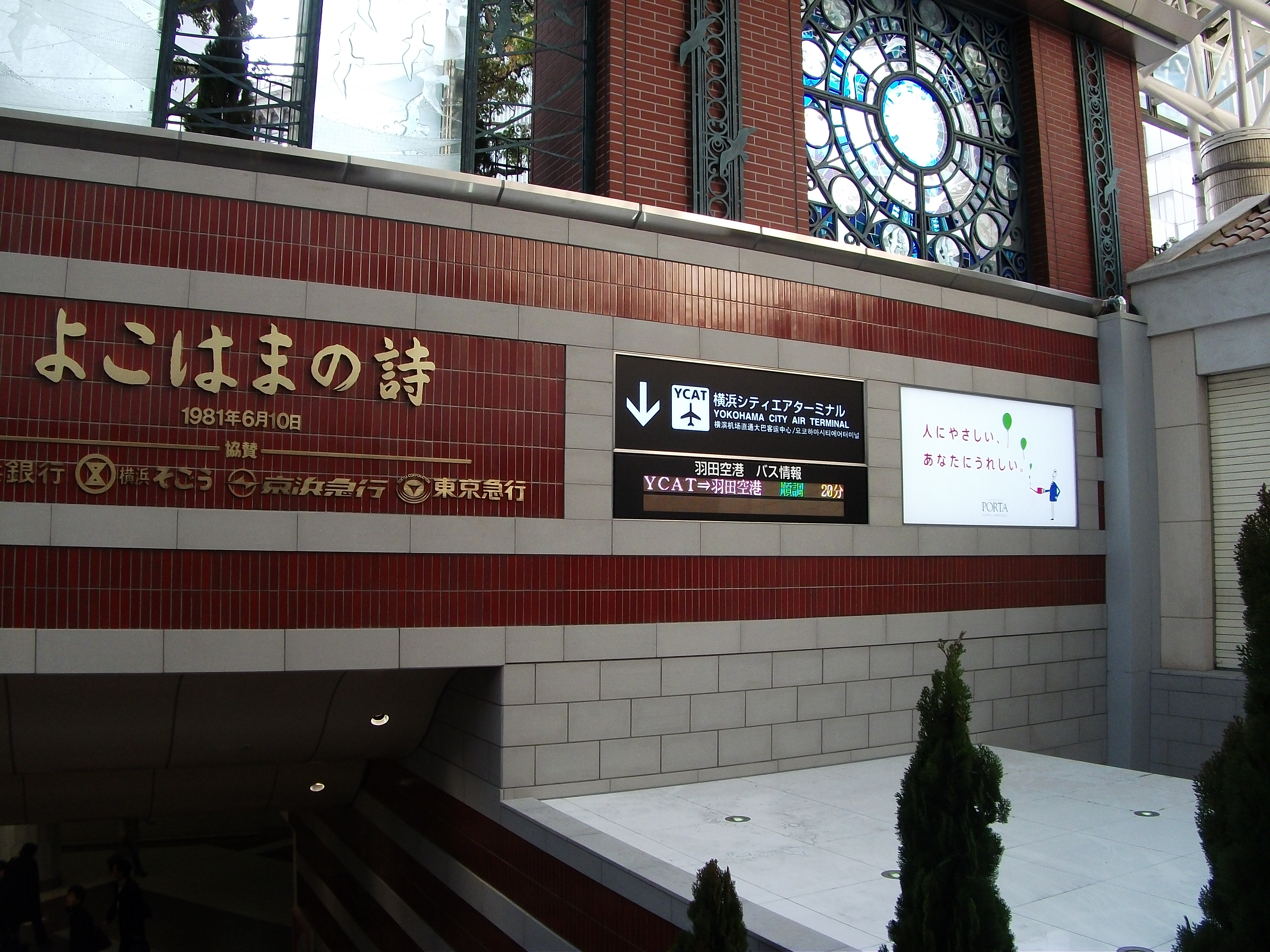
横浜ポルタに設けられた、運行状況表示

- YCAT発 - 128本（5:15 - 22:24）
- 第2・第1ターミナル発（YCAT線） - 125本（第2ターミナル発6:21 - 23:40）
- 第3ターミナル発第2・第1ターミナル経由YCAT行き - 28本（11:00 - 23:00）
- 西口線 - 6往復（西口発8:15 - 17:05、第2ターミナル発7:38 - 16:25）
- 深夜・早朝便 - 金曜・日曜の深夜24:20にYCAT発第3ターミナル行き、土曜・月曜の早朝4:55に第3ターミナル発YCAT行きを運行。
- このほか、2018年（平成30年）3月31日までの期間限定で国際線ターミナル - YCAT・桜木町駅 - みなとみらい地区間の早朝便（横浜ロイヤルパークホテル発3:35、YCAT発4:00）と深夜便（第3ターミナル発24:20・25:40・26:20）が運行されている。これらの便に限り回数券、定期券、往復乗車券等は利用できない。停車停留所は次のとおりである。
  - 第3ターミナル - YCAT - 桜木町駅 - ※横浜ロイヤルパークホテル - ※横浜ベイホテル東急 - ※ヨコハマグランドインターコンチネンタルホテル（パシフィコ横浜）- ※国際橋・カップヌードルミュージアム前（※の停留所は上下で停車順序が異なり、第3ターミナル発は国際橋・カップヌードルミュージアム前行、第3ターミナル行は横浜ロイヤルパークホテル始発となる）

標準所要時間は約30分、YCAT線羽田空港行き最速所要時間は24分。
横浜駅からYCATへの途中の横浜ポルタには、運行状況を表示する電光掲示板が設けられている。

## 経路
- YCAT線（上り）：羽田空港行き

YCAT -〔※横浜駅東口入口 - 首都高速道路横羽線 - 石川町JCT - 狩場線 - 本牧JCT - 湾岸線 - 湾岸環八出口〕- 第1ターミナル - 第2ターミナル - 第3ターミナル
- YCAT線（下り）：YCAT行き

第3ターミナル - 第2ターミナル - 第1ターミナル -〔空港中央入口 - 湾岸線 - 本牧JCT - 狩場線 - 石川町JCT - 横羽線 - みなとみらい出口 - みなとみらい大通り〕- YCAT ※道路の構造上横浜駅東口出口からYCATへ進入出来ないため、YCAT行きはみなとみらい出口から一般道を走行する。
- 西口線

横浜ベイシェラトンホテル&タワーズ -〔横浜駅西口出入口 - 首都高速道路三ツ沢線 - 金港JCT - 横羽線、以降YCAT線と同一経路。〕
どちらも、湾岸線ルートが通行止めもしくは渋滞により、定時運行が困難な場合は、開業当初のルートでもある東神奈川出入口から羽田出入口までの横羽線ルートがバックアップコースとして使用されている。

## 運賃
YCAT線・西口線同額。2014年9月現在の大人運賃。通勤定期券を除き小児半額。
- 片道 - 580円（PASMO・Suicaおよび交通系ICカード、京浜急行電鉄の株主優待乗車券、VISAのタッチ決済使用可）

横浜駅-葉山線との乗継乗車券 - 1,000円
- 往復 - 960円（購入日より30日間有効、YCAT線・西口線共通）
- 定期券 - 通勤1ヶ月18,500円・3ヶ月52,730円・6ヶ月99,900円、通学1ヶ月14,800円・3ヶ月42,180円・3ヶ月79,920円
- 深夜・早朝便 - 1,030円（差額支払いにより、回数券・定期券使用可。ただしみなとみらい地区発の第3ターミナル行早朝便および第3ターミナル発の桜木町・みなとみらい方面行深夜便では利用不可）
- 先着順の座席定員制であり、予約は受け付けていない。
- 羽田空港発のリムジンバスは乗車券を購入する際に利用便と時刻が指定され、定期券や回数券、往復乗車券、交通系ICカードなどの場合も空港内のカウンターでの時刻指定が必要となるが、当路線は時刻の指定が不要である。

## 鉄道との競合
前述の通り、京浜急行電鉄の電車が横浜駅方面と羽田空港とを直通運転しており、京急グループ同士で競合関係となっているが、日中の直通電車エアポート急行（逗子・葉山駅発着系統）が20分間隔であるのに対しバスは10分間隔で運行していること、朝夕のラッシュ時は直通電車の本数が少なくなること（2012年10月21日のダイヤ改正において、エアポート急行は日中・平日夕ラッシュに増発されて10分間隔の運行となった）、バスの方が空港内の移動距離が短くて済むこと、乗車中は必ず着席出来ることなどの理由により、鉄道開業後も引き続きバス路線の利用者が多い。なお、往復割引を利用した場合の片道あたりの大人運賃は、京急電車の横浜駅 - 羽田空港第1・第2ターミナル駅間の普通運賃と同額に設定されている。